# Маджора
Маджо̀ра (на италиански и на пиемонтски: Maggiora, на местен диалект: Magiura, Маджура) е село и община в Северна Италия, провинция Новара, регион Пиемонт. Разположено е на 397 m надморска височина. Населението на общината е 1714 души (към 2010 г.).